# Symphurus melasmatotheca
Symphurus melasmatotheca is een  straalvinnige vissensoort uit de familie van hondstongen (Cynoglossidae). De wetenschappelijke naam van de soort is voor het eerst geldig gepubliceerd in 1990 door Munroe & Nizinski.
De soort staat op de Rode Lijst van de IUCN als niet bedreigd, beoordelingsjaar 2008.